# Seven de Dubái 2002
El Seven de Dubái de 2002 fue la tercera edición del torneo de rugby 7, fue el primer torneo de la temporada 2002-03 de la Serie Mundial Masculina de Rugby 7.
Se disputó en la instalaciones del Dubai Exiles Rugby Ground.

## Fase de grupos

### Grupo A
| Equipo        | Encuentros | Encuentros | Encuentros | Encuentros | Tantos  | Tantos    | Tantos     | Puntos |
| Equipo        | jugados    | ganados    | empatados  | perdidos   | a favor | en contra | diferencia | Puntos |
| ------------- | ---------- | ---------- | ---------- | ---------- | ------- | --------- | ---------- | ------ |
| Samoa         | 3          | 3          | 0          | 0          | 90      | 30        | 60         | 9      |
| Nueva Zelanda | 3          | 2          | 0          | 1          | 116     | 19        | 97         | 7      |
| Francia       | 3          | 1          | 0          | 2          | 27      | 59        | -32        | 5      |
| Sri Lanka     | 3          | 0          | 0          | 3          | 17      | 142       | -125       | 3      |

Nota: Se otorgan 3 puntos al equipo que gane un partido, 2 al que empate y 1 al que pierda

### Grupo B
| Equipo        | Encuentros | Encuentros | Encuentros | Encuentros | Tantos  | Tantos    | Tantos     | Puntos |
| Equipo        | jugados    | ganados    | empatados  | perdidos   | a favor | en contra | diferencia | Puntos |
| ------------- | ---------- | ---------- | ---------- | ---------- | ------- | --------- | ---------- | ------ |
| Inglaterra    | 3          | 3          | 0          | 0          | 108     | 10        | 98         | 9      |
| Gales         | 3          | 2          | 0          | 1          | 52      | 62        | -10        | 7      |
| Canadá        | 3          | 1          | 0          | 2          | 45      | 55        | -10        | 5      |
| Golfo Pérsico | 3          | 0          | 0          | 3          | 27      | 105       | -78        | 3      |

### Grupo C
| Equipo    | Encuentros | Encuentros | Encuentros | Encuentros | Tantos  | Tantos    | Tantos     | Puntos |
| Equipo    | jugados    | ganados    | empatados  | perdidos   | a favor | en contra | diferencia | Puntos |
| --------- | ---------- | ---------- | ---------- | ---------- | ------- | --------- | ---------- | ------ |
| Argentina | 3          | 3          | 0          | 0          | 88      | 36        | 52         | 9      |
| Fiyi      | 3          | 2          | 0          | 1          | 94      | 52        | 42         | 7      |
| Namibia   | 3          | 1          | 0          | 2          | 64      | 71        | -7         | 5      |
| Italia    | 3          | 0          | 0          | 3          | 26      | 113       | -87        | 3      |

### Grupo D
| Equipo    | Encuentros | Encuentros | Encuentros | Encuentros | Tantos  | Tantos    | Tantos     | Puntos |
| Equipo    | jugados    | ganados    | empatados  | perdidos   | a favor | en contra | diferencia | Puntos |
| --------- | ---------- | ---------- | ---------- | ---------- | ------- | --------- | ---------- | ------ |
| Sudáfrica | 3          | 3          | 0          | 0          | 80      | 24        | 56         | 9      |
| Australia | 3          | 2          | 0          | 1          | 57      | 36        | 21         | 7      |
| Marruecos | 3          | 1          | 0          | 2          | 22      | 70        | -48        | 5      |
| Kenia     | 3          | 0          | 0          | 3          | 34      | 63        | -29        | 3      |

## Fase Final

### Cuartos de final
| 7 de diciembre | Nueva Zelanda | 19 - 7 | Inglaterra |  |  |

| 7 de diciembre | Australia | 24 - 22 | Argentina |  |  |

| 7 de diciembre | Samoa | 12 - 0 | Gales |  |  |

| 7 de diciembre | Sudáfrica | 5 - 0 | Fiyi |  |  |

### Semifinal
| 7 de diciembre | Nueva Zelanda | 38 - 7 | Australia |  |  |

| 7 de diciembre | Samoa | 19 - 12 | Sudáfrica |  |  |

### Final
| 7 de diciembre | Nueva Zelanda | 36 - 0 | Samoa |  |  |

| Bandera de Nueva Zelanda |
| Campeón Nueva Zelanda    |
| 1º título del circuito   |